# PTS-DOS

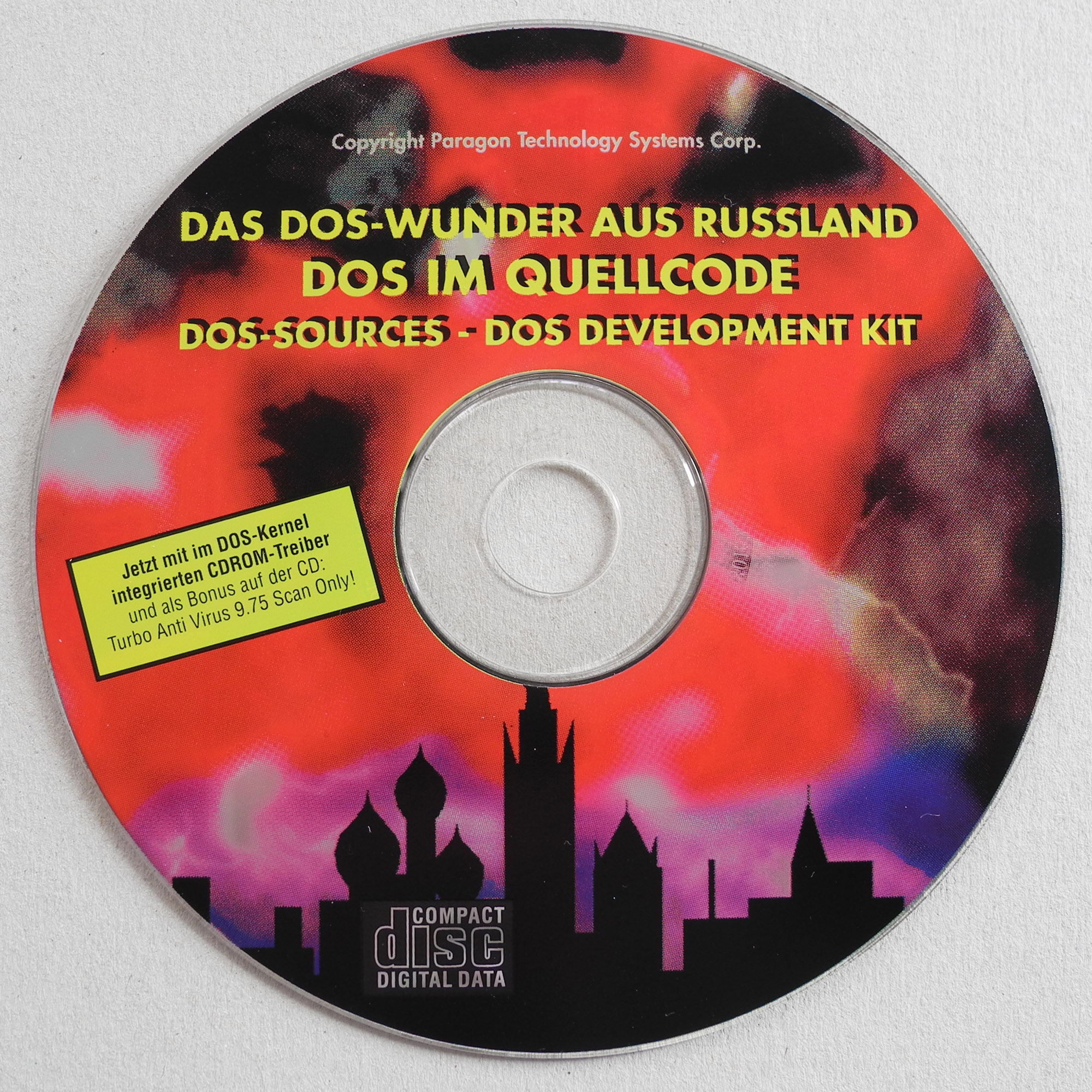
PTS-DOS 6.51CD, 1997

PTS-DOS ist ein MS-DOS-Nachbau aus Russland. Fast das ganze Betriebssystem ist in Assembler geschrieben und deswegen sehr kompakt und relativ schnell. PTS-DOS unterscheidet sich stärker von MS-DOS als PC-DOS und DR-DOS, beispielsweise gibt es statt der CONFIG.SYS eine Datei CONFIG.PTS, die sich syntaktisch von ersterer unterscheidet und mehr Konfigurationsmöglichkeiten bietet.
Es gibt zwei Kompatibilitätsmodi: Im einen Modus ist PTS-DOS auf maximalen freien Speicher und hohe Systemleistung optimiert, jedoch leidet darunter die Kompatibilität (z. B. lässt sich Windows 3.x nicht mehr starten). Der andere sogenannte „Windows-Kompatibilitätsmodus“ ist kompatibler, bietet aber weniger freien DOS-Speicher.
PTS-DOS war ursprünglich von dem 1991 gegründeten Unternehmen PhysTechSoft für das Militär und mit Unterstützung durch das Russische Verteidigungsministerium entwickelt worden. Nach der Genehmigung zur kommerziellen Vermarktung wurde 1993 PTS-DOS 6.4 veröffentlicht. Nach der Veröffentlichung von Version 6.5 verließen einige Programmierer PhysTechSoft – angeblich wegen grober Meinungsverschiedenheiten zur Entwicklungsstrategie von PTS-DOS – nahmen den Quelltext zu PTS-DOS mit und gründeten ihr eigenes Unternehmen „Paragon“, um fortan ihre Version von PTS-DOS weiterzuentwickeln. Das Ergebnis war PTS DOS 6.51CD, in dem einige der schwerwiegendsten Fehler von PhysTechSofts PTS-DOS 6.5 beseitigt wurden. PhysTechSoft antwortete mit dem Vorwurf, dass die Mitnahme des Quelltextes gegen das Urheberrecht und sogar gegen russische Militärgesetze verstoße, brachte aber anschließend ebenfalls eine fehlerberichtigte Version heraus: PTS-DOS 6.6.
PhysTechSofts PTS-DOS wurde mit Version 6.7 zu „PTS-DOS 2000“ umbenannt, die um FAT32-Unterstützung erweiterte Version 7.0 dann zu „PTS-DOS 32“. Zusätzlich unterstützt PTS-DOS 32 Festplattenzugriffe über LBA und der enthaltene XMS-Treiber verwaltet bis zu 4 GiB Arbeitsspeicher. Zudem benötigt PTS-DOS 32 mindestens einen 386-Prozessor.
Paragons PTS DOS wurde als „Paragon DOS 2000 Pro“ angeboten und unterstützte ebenfalls FAT32 sowie LBA. Mittlerweile hat Paragon die Weiterentwicklung von PTS DOS eingestellt und bietet das Betriebssystem auch nicht mehr an.